# サザエさんの脱線奥様
『サザエさんの脱線奥様』（サザエさんのだっせんおくさま）は、1959年（昭和34年）12月26日に公開された日本映画である。製作は宝塚映画製作所（のちの宝塚映像）、配給は東宝。カラー、東宝スコープ。

## 概要
シリーズ第7作目で、『サザエさんの婚約旅行』以来の宝塚映画作品となった。以後、最終作『福の神 サザエさん一家』まで宝塚映画が製作することとなる。
本作は、サザエがマスオを追って大阪へ出発する話で、脱線トリオや中田ダイマル・ラケットなどの東西コメディアンが助演、また、当時絶大な人気を誇ったTV番組「番頭はんと丁稚どん」（毎日放送制作・NET系列）から、芦屋雁之助・芦屋小雁・茶川一郎・大村崑が番組と同じ役で出演し、大村のギャグ「キャラメル、もろた」のシーンもある。

## ストーリー
社宅ながら新居が出来、新婚生活を楽しむサザエ・マスオ夫婦。二人は新婚祝いのお礼に、マスオの同僚を招待。だがマスオはなかなか来ない。それもそのはず、マスオは花村専務から、関西へ出張を言い渡されたのだ。
やがてマスオから「出張が長引きそうだから、大阪に来い」という葉書が来た。サザエは一路大阪へ。そして電車の車内で、サザエは花村専務の娘・むつみと出会った。むつみは大阪の薬種問屋の息子・久地良太とお見合いのために、大阪へ行くのだ。やがてサザエは大阪の叔父・西野一家に着く。だがマスオはすでに九州に出張、さらに西野家の応接間には太がおり、叔父・万造に「見合を断ってくれ」と頼む。何とむつみ・良太の仲人は叔父だったのだ。そこでサザエは良太とむつみを会わせようとした。やがてお見合い当日、むつみと良太は途中で姿を消し、仲人役の万造・チニ夫婦は大不機嫌。だが二人が現れ、意見が合って結婚すると宣言した。実は見合いがイヤだっただけなのだ。
やがてマスオから「明日帰る」の電報が届いた。そして後日、サザエとマスオは奈良の若草山公園へ出発した。やっと二人きりと思いきや、修学旅行で来ていたカツオと鉢合わせ。

## スタッフ
- 製作：杉原貞雄
- 監督：青柳信雄
- 原作：長谷川町子
- 脚本：笠原良三
- 音楽：神津善行
- 撮影：西垣六郎
- 照明：下村一夫
- 美術監督：北猛夫
- 録音：中川浩一

## キャスト
- フグ田サザエ：江利チエミ
- フグ田マスオ：小泉博
- 磯野波平：藤原釜足
- 磯野フネ：清川虹子
- 磯野カツオ：白田肇
- 磯野ワカメ：猿若久美恵
- 西野万造（サザエの叔父）：花菱アチャコ（「アチャコ」名義）
- 西野チヨヨ（サザエの叔母）：浪花千栄子
- 花村むつみ：雪村いづみ
- 花村専務：森川信
- 花村夫人：津川あけみ
- 久地良太（くじらふとし）：宝田明
- 太の父親：丘寵児
- 山中老人：柳家金語楼
- 多胡夫人：一の宮あつ子
- 梶本：由利徹（脱線トリオ）
- 鯖江：南利明（〃）
- 雲丹：八波むと志（〃）
- 雁七（番頭）：芦屋雁之助
- 一松（丁稚）：茶川一郎
- 小松（〃）：芦屋小雁
- 崑松（〃）：大村崑
- キザな男：佐々十郎
- 新婚の男：柳沢真一
- 新婚の妻：深山のぼる
- 旅館の客：中田ダイマル・ラケット
- 社宅付近の男：谷村昌彦
- バス停留所の男：平凡太郎、久野四郎、逗子とんぼ
- 老人：沢村いき雄

## 同時上映
- 『宇宙大戦争』 - 監督：本多猪四郎、特技監督：円谷英二、主演：池部良